# Phoenix Open
Il Phoenix Open è stato un torneo di tennis facente parte del Grand Prix giocato nel 1970 a Phoenix negli Stati Uniti su campi in cemento.

## Albo d'oro

### Singolare
| Anno | Vincitore  | Finalista   | Punteggio     |
| ---- | ---------- | ----------- | ------------- |
| 1970 | Stan Smith | Jim Osborne | 6–3, 6–7, 6–1 |

### Doppio
| Anno | Vincitori               | Finalisti                  | Punteggio |
| ---- | ----------------------- | -------------------------- | --------- |
| 1970 | Dick Crealy Ray Ruffels | Jan Kodeš Charlie Pasarell | 7–6, 6–3  |